# Inklizirán
Az inklizirán (Leqvio®; Novartis) egy koleszterinszint-csökkentő kis interferáló RNS (siRNS), amely N-acetil-galaktózamin szénhidrátokkal (GalNAc) konjugált, és szubkután injekcióként alkalmazható. Az inklizirán 2020 decemberében kapta meg az első forgalomba hozatali engedélyt az Európai Unióban. Primer hiperkoleszterinémiában (heterozigóta familiáris és nem familiáris) vagy vegyes dyslipidaemiában szenvedő felnőtteknél alkalmazható, diéta kiegészítéseként. Továbbá, kombinálható sztatinnal vagy más lipidcsökkentő terápiákkal kombinált sztatinnal olyan betegeknél, akik nem tudják elérni az optimális LDL (alacsony sűrűségű lipoprotein) koleszterinszintet a maximális tolerálható sztatin adaggal. Azoknál a betegeknél, akik sztatin-intoleranciában szenvednek, vagy akiknek a sztatin alkalmazása ellenjavallt, az inklizirán önmagában vagy más lipidszint csökkentő terápiákkal kombinálva is alkalmazható.

### Fejlesztés, engedélyeztetés
Az EU jóváhagyása az ORION klinikai fejlesztési program eredményein alapult, amelyben az inklizirán hatékonynak bizonyult az LDL koleszterinszint csökkentésében az emelkedett LDL koleszterinszintű betegeknél szemben a maximálisan tolerálható dózisban alkalmazott sztatinnal.
2013 februárjában a The Medicines Company és az Alnylam Pharmaceuticals, Inc. kizárólagos globális szövetséget kötött az Alnylam olyan ALN-PCS RNSi terápiáinak fejlesztésére, gyártására és kereskedelmi forgalomba hozatalára, amelyek a PCSK9-et célozzák (beleértve az inkliziránt is) hiperkoleszterinémia kezelésére. 2020 januárjában a Novartis a The Medicines Company felvásárlását követően felvette szív- és érrendszeri portfóliójába az inkliziránt. A felvásárlás eredményeként a Novartis globális jogokat szerzett az inklizirán fejlesztésére, gyártására és kereskedelmi forgalomba hozatalára az Alnylam Pharmaceuticals, Inc.-vel kötött licenc- és együttműködési megállapodás alapján. Ezen események után az inkliziránt 2020. december 9-én engedélyezték az EU-ban primer hiperkoleszterinémiában (heterozigóta familiáris és nem familiáris) vagy vegyes dyslipidaemiában szenvedő felnőtteknél, diéta kiegészítéseként.

### Készítmény
Az inklizirán oldatos szubkután injekció formájában kapható előretöltött fecskendőben. Minden fecskendő 284 mg inklizirán-nátriumot tartalmaz 1,5 ml oldatban. Az ajánlott adag 284 mg inklizirán, egyetlen injekcióban, szubkután az 1. napon, a 90. napon, majd ezt követően 6 havonta.

### Hatásmechanizmus
Az inklizirán koleszterinszint-csökkentő hatású, kétszálú rövid interferáló ribonukleinsav (siRNS), amely a kódoló szálon triantennáris N-acetil-galaktózaminnal (GalNAc) konjugált annak érdekében, hogy a májsejtek könnyebben felvehessék. A májsejtekben az inklizirán RNS-interferencia révén a proprotein-konvertáz szubtilizin/kexin 9 (PCSK9) enzimet kódoló mRNS katalitikus lebomlását okozza. Ennek hatására fokozódik az LDL-C-receptorok reciklizálása és kifejeződése a májsejtek felszínén, annak köszönhetően, hogy kevesebb PCSK9 enzim lesz jelen, amely lebontaná a receptort. Ezáltal pedig ami megnő a májsejtek LDL koleszterin felvétele és csökken a keringő LDL koleszterinszint.